# Paper Lace
Paper Lace – brytyjska grupa popowa powstała w 1969 w Nottingham (Wielka Brytania). U szczytu sławy była w 1974, kiedy wykonała dwa utwory, które podbiły serca słuchaczy: "The Night Chicago Died" (1. miejsce na listach przebojów USA) i "Billy Don't Be A Hero" (1. miejsce na listach przebojów w Wielkiej Brytanii).

## Członkowie zespołu
- - Michael Vaughn (ur. 27 lipca 1950 w Sheffield, Anglia) — gitara
- - Chris Morris (ur. 1 listopada 1954 w Nottingham, Anglia) — gitara
- - Carlos Santanna (ur. 29 lipca 1947 koło Rzymu, Włochy) — gitara (nie mylić ze słynnym wirtuozem gitary Carlosem Santaną z zespołu Santana)
- - Philip Wright (ur. 9 kwietnia 1946 w St. Annes, Nottingham, Anglia) — perkusja, główny wokalista
- - Cliff Fish (ur. 13 sierpnia 1949 w Ripley, Derbyshire, Anglia, zm. 14 kwietnia 2023[1]) — gitara basowa
- - Jonathan Arendt (ur. 13 sierpnia 1949 w Tokio, Japonia) — gitara basowa

## Dyskografia

### Albumy
- 1974 — Paper Lace
- 1975 — First Edition
- 2003 — And Other Bits Of Material

### Single
- 1974 — "Billy Don't Be A Hero"
- 1974 — "The Night Chicago Died"
- 1974 — "The Black Eyed Boys"
- 1978 - "We've Got The Whole World In Our Hands"